# Герб на Република Ирландия
Гербът на Република Ирландия представлява позлатена келтска арфа на лазурен (син) щит. Утвърден е на 9 ноември 1945 г. Арфата е традиционен символ на държавата и се използва върху печата на президента, корицата на ирландските паспорти, различни държавни ведомства, лицевата страна на иралндската евромонета. Бил е част от кралския герб на Обединеното кралство Великобритания и Ирландия.